# Леосфен (афинский наварх)
Леосфен (др.-греч. Λεωσθένης) — афинский наварх IV века до н. э.

## Биография
Фессалийский тиран Александр Ферский после смерти фиванского полководца Эпаминонда разорвал союзнические отношения с Афинами и занялся морским разбоем. В 361 году до н. э. он совершил пиратский набег на Киклады, покорив несколько островов и захватив множество пленников. Наёмники Александра высадились на Пепарее и осадили гавань Панорм. Леосфен выступил на помощь островитянам и блокировал захватчиков. Однако, связавшись со своими людьми и воспользовавшись уходом части аттических кораблей, неожиданным нападением Александр смог застать афинян врасплох и захватить несколько их трирем, а также шестьсот человек.
За это поражение Леосфен был обвинён на родине по исангелии в предательстве и заочно приговорён к смерти, его имущество было конфисковано. Новым стратегом был назначен Харес. Согласно Эсхину, Леосфен мог пасть жертвой сикофантов, хотя сам был искусным оратором.
Леосфен нашёл убежище при дворе македонского царя Филиппа II. Как указывает В. Геккель, сыном Леосфена был герой Ламийской войны.